# Damià Díaz
Damià Díaz (Alicante, 7 de julho de 1966) é um artista plástico espanhol.

## Biografia
Licenciado em Belas Artes pela Universidade Politécnica de Valencia e l’Ecole Nationale Supérieure dês Arts Visuels de La Cambre, iniciou a sua carreira artística em 1986. Em 2002 realizou a sua primeira exposição internacional de pintura e escultura, Temps i Pensament, na Capela do Saint Louis de l'Hôpital Salpêtrière, Paris.  Esta exposição foi posteriormente transferida para o Museu da Universidade de Alicante (MUA).
Deu continuidade ao seu processo de investigação de novos materiais e tecnologias vinculando-os à herança clássica e barroca. Em 2004 expôs Recinte D'Cries⁴, na Capela da Sapiência, na Universidade de Valencia.
Em 2005, ano do IV centenário da primeira edição de Dom Quixote, a sua exposição La Cabeza Parlante/Imagen del Caballero, é mostrada no claustro de La Nau, na Universidade de Valência e, mais tarde, esta exposição foi transferida para o Instituto Cervantes, em Nova Iorque.
Em 2006 expõe na cidade de Lahr (Floresta Negra), Alemanha com a galeria Klaus Kramer e em 2010 participa no projecto A-Factorij em Amesterdão. Uma das suas esculturas com perfis de ferro, pintado com técnica mista, permanece atualmente instalada no acesso público ao conjunto de edifícios A-Factorij e as restantes obras daquele projeto expositivo fazem parte da Coleção Contempera, Amesterdão.  Tanto o projeto A-Factorij, como as obras que participaram, estão referidas no livro, The Skin of Silence, The Work of Damià Díaz in the Contempera Collection, publicado no ano 2019 pelo colecionador .
Em 2012 expõe O espaço entre as palavras na Casa Museu de Erasmo de Roterdão, em Bruxelas e, posteriormente, essa exposição é transferida, em 2013 para La Parking Gallery, Alicante.
Em 2016, após uma estadia em Madri começa a trabalhar com realidade virtual e mista, integrando essas técnicas na sua palete artística. Nesse mesmo ano realiza uma exposição/ação artística com realidade virtual, no desaparecido espaço Urg3l. A própria natureza da técnica utilizada, na qual as fronteiras entre obra, exibição e documentação são difusas, faz com que ainda seja visitável em  Tormenta de Silêncio  com absoluta imersividade, apesar do desaparecimento do espaço físico onde foi concebida.
Em 2017, a Coleção Martínez-LLoret inclui três de suas obras na exposição Alta Fidelidad, Universidade Miguel Hernández de Elche.
Em 2019 é seleccionado como artista na Bienal Mostra Espanha em Portugal e é o primeiro artista contemporâneo espanhol em expor no Museu do Palácio Nacional de Ajuda, Lisboa, com O Caminho do Olhar e o segundo, em dialogar com o património histórico e artístico do Palácio, depois da exposição de Joana Vasconcelos em 2013. Nas palavras de Lucía Ybarra de YGBART, comisaria da exposição juntamente com Rosina Gómez-Baeza, “Um conjunto de obras percorre as salas da antiga residência de estilo neoclássico utilizada pela família real portuguesa ao longo do século XIX, agora transformada em museu histórico. Um diálogo entre dois mundos, um olhar para o passado, do ponto de vista de um artista que observa constantemente a relação entre o ser humano e tudo aquilo que o rodeia. Um olhar que procura respostas no mundo à sua volta. Uma seleção de esculturas em resina pintada, impressão digital sobre cerâmica e obras em realidade aumentada, permitem ao artista intervir em espaços singulares e transformar ambientes onde o espectador pode interagir com a obra. Com as novas tecnologias o artista explora possibilidades que permitam ao espectador observar com maior liberdade e ter novas experiências. Tudo isto, juntamente com uma série de esculturas de pequeno formato, desenhos e esboços, mostra os processos criativos e a evolução do trabalho de Damià. A sua obra reflete um interesse pelo ser humano, por indagar e explorar o mundo onde vive, numa procura constante para aprender e obter novos conhecimentos, novos valores para defender-se do isolamento presente na sociedade atual.”